# Barbara Kowalik
Barbara Janina Kowalik – polska literaturoznawczyni, profesor nauk humanistycznych.

## Życiorys
W 1980 r. ukończyła studia filologii angielskiej na Uniwersytecie Łódzkim, w 1989 r. obroniła pracę doktorską pt. Man and the World in the Works of the Gawain-Poet in Relation to His Concept of the Text, której promotorem była prof. Irena Janicka-Świderska, w 2002 r. habilitowała się na podstawie pracy zatytułowanej A Woman’s Pastoral: Dialogue with Literary Tradition in Barbara Pym’s Fiction. W 2012 r. uzyskała tytuł profesora nauk humanistycznych.
Została pracownikiem naukowym na Uniwersytecie Warszawskim i w Wszechnicy Świętokrzyskiej w Kielcach.
Należy do Rady Dyscypliny Naukowej – Literaturoznawstwa UW.